# Ґамбіт (Marvel Comics)
Ґамбіт (Ремі Етьєн ЛеБо; англ. Gambit (Remy Étienne LeBeau)) — персонаж американських коміксів, виданих Marvel Comics, зазвичай пов'язаних із Людьми Ікс. Персонаж був створений письменником Крісом Клермонтом та художником Джимом Лі. Намальований художником Майком Коллінзом, Ґамбіт вперше з'явився в The Uncanny X-Men Annual #14 (липень 1990) і The Uncanny X-Men #266 (серпень 1990). Належачи до підвиду людей, які називаються мутантами, Ґамбіт може подумки створювати, контролювати та маніпулювати чистою кінетичною енергією. Він також неймовірно обізнаний і вправний у киданні карт, рукопашному бою та використанні бойової японської палиці бо. Відомо, що Ґамбіт заряджає гральні карти та інші об'єкти кінетичною енергією, використовуючи їх як вибухові снаряди.
Він був членом гільдії злодіїв, перш ніж стати членом Людей Ікс. З огляду на його історію, небагато Людей Ікс довіряли Ґамбіту, коли він приєднався до групи. Його стосунки з його коханкою та можливою дружиною Роуг були складними. Ситуація посилилася, коли було виявлено зв'язки Ґамбіта з лиходієм Містером Сіністером, хоча деякі члени його команди визнають, що Ґамбіт чесно прагне спокути. Ґамбіта, якого часто зображують «дамським угодником», протягом багатьох років виявляв більш вразливий бік себе, особливо коли мова йде про Роуг. Ґамбіт — каджун із Нового Орлеану ; він шалено пишається своєю спадщиною та розмовляє як каджунською англійською, так і луїзіанською французькою.
Ґамбіт дебютував у фільмі «Люди Ікс: Початок: Росомаха» 2009 року, роль якого зіграв Тейлор Кітч. Ченнінг Татум був обраний на головну роль в сольному фільмі «Ґамбіт», який залишався у виробничому пеклі протягом п'яти років і був скасований після придбання 21st Century Fox компанією Дісней. Татум зрештою зіграв персонажа у фільмі кінематографічного всесвіту Marvel «Дедпул і Росомаха» (2024).